# Észak-Korea politikai élete

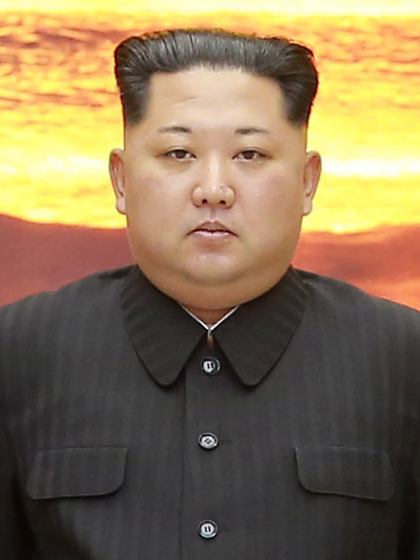
Kim Dzsongun (Kim Jong-un), Észak-Korea jelenlegi vezetője

Észak-Korea hivatalosan többpártrendszer, a gyakorlatban azonban a pártok koalícióban (Demokratikus Front a Szülőföld Egyesítéséért) irányítanak, amelyet a Koreai Munkapárt irányít.
A pártkoalíció tagjai:
- Koreai Munkapárt (조선로동당; vezető: Kim Dzsongun (Kim Jong-un))
- Koreai Szociáldemokrata Párt (조선사회민주당; vezető: Kim Jongde (Kim Yong-dae))
- Cshondoista Cshongu Párt (Cheondo-ista Cheong-u Párt) (천도교청우당)
- Cshongnjon (Chongryon) (vezető: Ho Dzsongman (Ho Jong-man))

## Politikatörténet

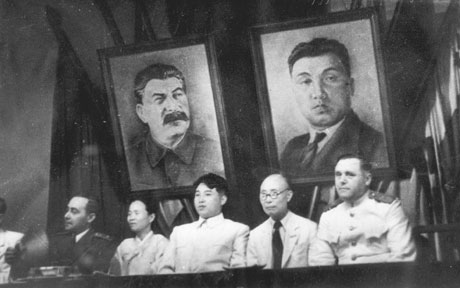
Észak-Korea Munkapártja megalakuló kongresszusa 1946 augusztusában

Az észak-koreai források a Legfelsőbb Népi Gyűlés kormánypártját a Le az Imperializmussal! Szövetségre, az egyik első koreai kommunistákat tömörítő szerveződésre vezetik vissza, amelyet 1926-ban alapított meg az akkor 14 éves Kim Ir Szen (Kim Il-sung).
Az 1945-ös, japán megszállás alól való felszabadulás után a koreai kommunisták 4 csoportot alkottak:
- Hazai Frakció - Dél-Korea Munkapártja (Pak Honjong (Pak Hon-yong) vezetésével)
- Szovjet Frakció (Ho Gai vezetésével)
- Jenani (kínai) Frakció (Kim Dubong vezetésével)
- Partizán Frakció (Kim Ir Szen (Kim Il-sung) vezetésével)[2]

Észak-Korea Munkapártja 1946. augusztus 29-én alakult meg, a Koreai Kommunista Párt és a Koreai Új Néppárt északi ágainak egyesüléséből.
1949. június 30-án Észak-Korea Munkapártja és Dél-Korea Munkapártja egyesüléséből létrejött a Koreai Munkapárt, melynek elnöke Kim Ir Szen (Kim Il-sung) lett,Kim Dubong, Pak Honjong (Pak Hon-yong) és Ho Gai alelnökök lettek, a párt belső bizottsága pedig 10 főből állt. Később Kim Ir Szen (Kim Il-sung) félreállította politikai vetélytársait.
1953-ban Kim támadást indított a dél-koreai kommunistákat tömörítő Hazai Frakció ellen, azzal a váddal, hogy a koreai háború idején képtelenek voltak felkelést szítani Korea déli területein. Sokukat bebörtönözte, vezetőjüket, Pak Honjong (Pak Hon-yong)-ot pedig kivégeztette.
A szocialista országokban beinduló desztalinizáció gondolata 1956-ban Észak-Koreában is megjelent, azonban Kim Ir Szen (Kim Il-sung) idejekorán letörte az erre irányuló törekvéseket, és hatalmát féltve leszámolt a Szovjet Frakcióval is.
Az 1960-as években Kim Ir Szen (Kim Il-sung) a kínai nagy ugrással párhuzamban meghirdette a Dzsucse (Juche) (주체; „önerő”, „önbizalom”) politikai programot, amely alapelve, hogy önellátásra, és mindenkitől való függetlenségre kell törekedni. Nyíltan elutasította az atomfegyverek birtoklását és használatát, ennek ellenére mégis kísérletezett velük. 1994-ben Jimmy Carter-rel megállapodott abban, hogy leszereli az atomprogramját, és hogy soha nem lesznek Észak-Koreának atomfegyverei. Pár héttel később Kim elhunyt, fia, Kim Dzsongil (Kim Jong-il) pedig apja akarata ellenére is folytatta az észak-koreai atomprogramot.